# Carolina di Borbone-Parma
Carolina Maria Teresa Giuseppa Giovanna di Borbone-Parma (Parma, 22 novembre 1770 – Dresda, 1º marzo 1804) fu principessa di Parma, Piacenza e Guastalla e infanta di Spagna per nascita e principessa ereditaria di Sassonia in quanto sposa del principe ereditario Massimiliano di Sassonia.
Come sua madre Maria Amalia, fu una convinta sostenitrice del Dispotismo illuminato, finché non morì sua zia, la regina francese Maria Antonietta, da allora si schierò dalla parte dei più ferrei conservatori.

## Biografia

### Infanzia

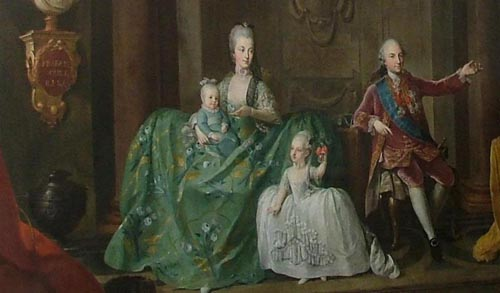
Carolina con la madre Maria Amalia d'Austria, il padre Ferdinando di Parma e il fratello Ludovico, 1774, Hofburg di Innsbruck.

Era la figlia maggiore dei sedici figli nati da Ferdinando I di Parma e di sua moglie, Maria Amalia d'Asburgo-Lorena. Nacque nel Palazzo Reale di Colorno, venne battezzata con i nomi Carolina Maria Teresa Giuseppa Giovanna, in onore dei suoi padrini, il suo prozio paterno Carlo III di Spagna e sua nonna, l'imperatrice Maria Teresa, con grande rabbia della madre che desiderava che si chiamasse solo Maria Teresa.

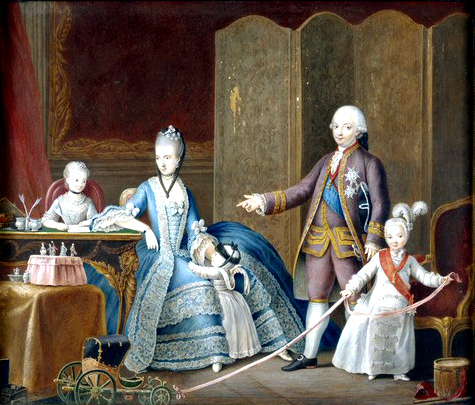
Carolina con i genitori e i fratelli Ludovico e Maria Antonia, di Giuseppe Bettoli o Pompeo Batoni, 1776, Bundesmobilienverwaltung.

Venne insignita dei titoli di principessa di Parma, Piacenza e Guastalla, ma anche del titolo di infanta di Spagna, sua nonna paterna era Luisa Elisabetta di Borbone-Francia, mentre suo nonno paterno era Filippo I di Parma, così, da parte di padre, era discendente del re sole Luigi XIV, mentre da parte di madre, Carolina era discendente dell'Imperatore Carlo VI d'Asburgo.

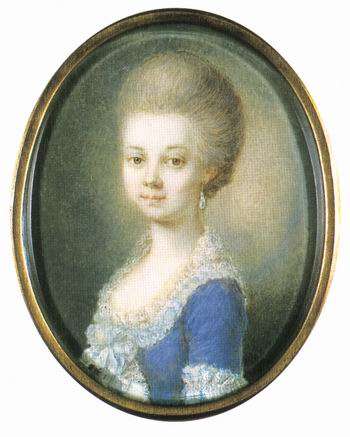
Carolina in un ritratto del 1780, conservato alla Hofburg di Vienna.

Al momento della visita di sua zia materna Maria Cristina a Parma nel 1774, fu descritta come una bambina bellissima ma malinconica. Carolina e suo fratello Luigi erano i preferiti dei loro genitori. Essi furono personalmente istruiti in religione da parte di loro padre, nonostante il fatto che i loro figli minori fossero più interessati alla materia di quanto non lo fossero i maggiori. Nel 1778, suo fratello Luigi colpì la testa su un tavolo di marmo mentre giocava con Carolina, e da allora soffrì di epilessia.
Essendo la primogenita, sua madre e suo padre la ricoprivano di attenzioni, mentre i fratelli di Carolina erano lasciati alle cure delle dame della madre; Carolina, quindi, sviluppò un carattere difficile e pretenzioso. La sorella di Carolina, Maria Antonia, veniva spesso presa in giro dalla stessa, mentre un'altra sorella, Maria Anna, veniva continuamente criticata da Carolina la quale, in seguito, cercò di migliorare il suo altezzoso comportamento.

### Matrimonio

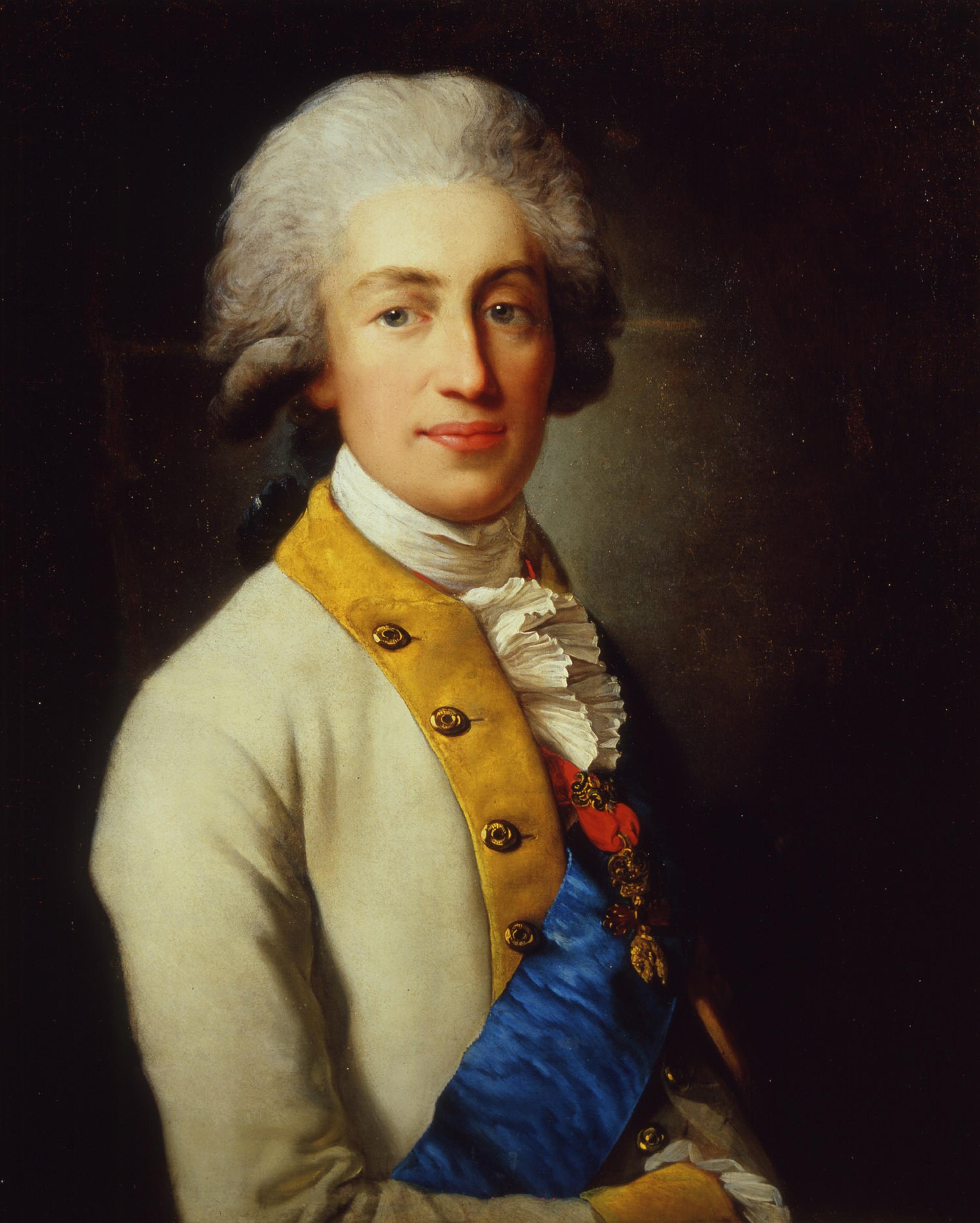
Ritratto del principe Massimiliano di Sassonia in abiti militari di Anton Graff, 1792 circa, Galleria nazionale di Parma

La Principessa non aveva che quindici anni e già si pensava al di lei matrimonio, si pensò ad un Arciduca d'Austria, ma il disincanto dell'imperatore Giuseppe II d'Austria fece naufragare questo progetto, si pensò allora al re Antonio di Sassonia, vedovo di Maria Carolina di Savoia, ma infine quest'ultimo sposò Maria Teresa d'Asburgo-Lorena, allora si pensò all'infante di Spagna Antonio Pasquale, ma non si combinò e la Principessa raggiunse i vent'anni.
La madre di Carolina pensó allora di farle sposare un principe sassone, Massimiliano di Sassonia, che la madre di Carolina presentò a quest'ultima durante i frequenti viaggi del Principe in Italia e quando la famiglia ducale parmense visito la Sassonia alla fine del decennio del 1780, Carolina fu in grado di trascorrere del tempo con Massimiliano e si diceva che fosse innamorata di lui. Di conseguenza, desiderosa di sposarlo, sua madre Amalia le diede il suo permesso, visto che Massimiliano era l'erede del trono della Sassonia.
Carolina sposò, il 22 aprile 1792 a Parma per procura, e nuovamente a Dresda il 9 maggio 1792 di persona, nella Cattedrale di Dresda, Massimiliano di Sassonia (1759-1838), il più giovane dei figli dell'Elettore Federico Cristiano di Sassonia. Ebbero otto figli.
Il matrimonio e la vita di Carolina in Sassonia sono descritti come felici e armoniosi. Quando la madre Amalia si trasferì a Praga nel 1804, ebbe modo di passare più tempo con Carolina e di conoscere tutti e otto i figli; quando Carolina morì, Amalia si prese cura della più piccola, che aveva solo un anno.

### Principessa ereditaria di Sassonia

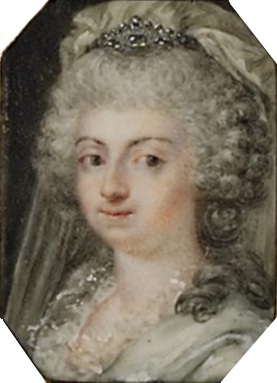
La principessa Carolina di Sassonia in un ritratto del 1796 conservato al Museo delle Arti di Parma.

Carolina e suo marito sarebbero dovuti diventare Re e Regina di Sassonia, visto che Massimiliano era il secondo in linea di successione al trono, Carolina veniva trattata come una regina, vestiva alla maniera francese, conosceva quattro lingue, l'italiano, il tedesco, il francese e lo spagnolo.
La principessa Carolina era sempre stata poco favore dell'etichetta di palazzo, e, come sua zia Maria Antonietta d'Austria, cercava sempre di affievolirla con la presenza di musicisti e scrittori, invitati da lei stessa a conversare.
Lei e suo marito facevano spesso visita alla madre di Carolina, la duchessa vedova Amalia, che intanto si era trasferita nel Castello di Praga, lei e sua figlia Carolina avevano un buonissimo rapporto, e quando Carolina la andava a trovare faceva in modo che le visite alla madre fossero lunghe e felici.
Carolina ebbe numerosa prole, quindi cercava che tutti i suoi figli trovassero una dignitosa collocazione, al momento della nascita della figlia Maria Anna Carolina di Sassonia, era già deciso che ella avrebbe sposato il Granduca di Toscana, ma purtroppo Carolina non visse abbastanza a lungo per vedere il suo progetto riuscito.
Quando la sorella di Carolina, Carlotta, visitò Parma nel 1803, descrisse Carolina come una persona ansiosa e sciatta, di tutt'altra opinione fu la sorella Antonia, che scrisse alla madre che Carolina era "Una delle persone più dolci e amorevoli che esistano".
La principessa Carolina aveva una salute malaticcia, che peggiorò nell'inverno del 1803, quando la principessa Carolina venne colpita da un raffreddore, ma fortunatamente riuscì a sopravvivere.

### Ultimi anni e morte
Carolina, dopo aver partorito l'ottavogenita Maria Giuseppa Amalia di Sassonia, venne colpita da una febbre e da un violento raffreddore, solo il 23 febbraio 1804 venne annunciato che la principessa era molto malata e che sarebbe morta presto.
La principessa Carolina morì di febbre il 1º marzo 1804 a Dresda, nel Palazzo Reale di Dresda.
Suo marito Massimiliano fu affranto quando seppe della morte della moglie, spedì Maria Giuseppa e Maria Anna in un convento per essere allevate, e seppellì la moglie nella Cattedrale della Santissima Trinità di Dresda, al momento della sepoltura di Carolina, il 2 marzo 1804, erano presenti Maria Amalia d'Austria, madre di Carolina, Maria Amalia di Sassonia, figlia più grande di Carolina, Maria Elisabetta d'Austria, zia di Carolina, Maria Antonia di Parma, sorella di Carolina, Massimiliano di Sassonia, marito di Carolina e Maria Carlotta di Parma, sorella di Carolina.
Vent'anni dopo, Massimiliano sposò la nipote di Carolina, la principessa Maria Luisa Carlotta di Parma.

## Discendenza

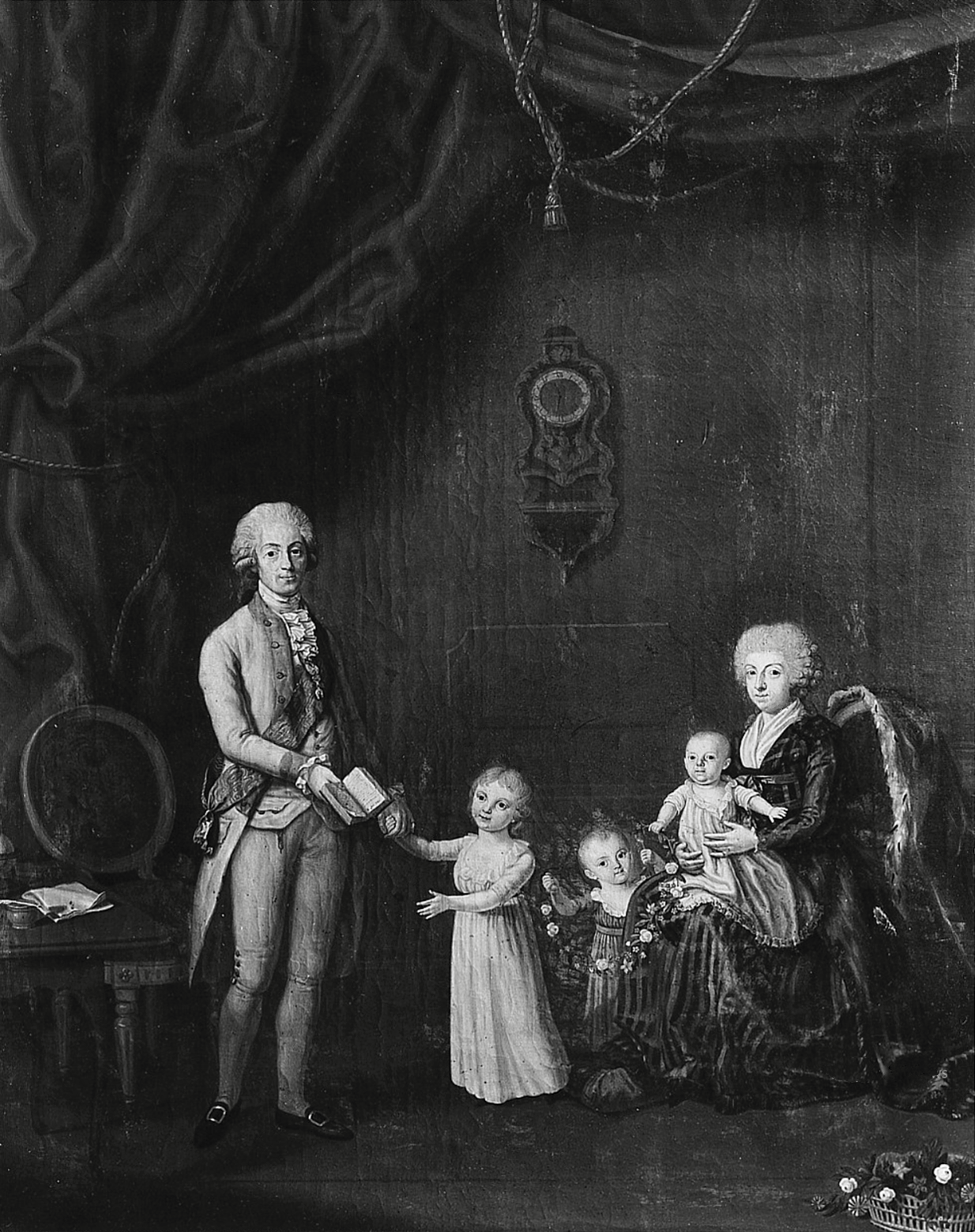
Christian Gottlob Fechhelm, Ritratto della famiglia di Carolina di Borbone-Parma e Massimiliano di Sassonia, olio su tela, 1798, Palazzo Pitti

La principessa Carolina e Massimiliano di Sassonia ebbero otto figli:
1. Maria Amalia Federica Augusta Carolina Ludovica Giuseppa Aloisia Anna Nepomucena Filippina Vincenza Francesca di Paola Francesca di Chantal (Dresda, 10 agosto 1794 - Pillnitz, 18 settembre 1870), nota come Amalia.
2. Maria Ferdinanda Amalia Saveria Teresa Giuseppa Anna Nepomucena Aloisia Giovanna Vincenza Ignazia Domenica Francesca di Paola Francesca di Chantal (Dresda, 27 aprile 1796 - Castello di Brandeis, Boemia, 3 gennaio 1865), nota come Maria; sposò il 6 maggio 1821 Ferdinando III, granduca di Toscana (suocero di sua sorella minore).
3. Federico Augusto II Alberto Maria Clemente Giuseppe Vincenzo Aloisio Nepomuceno Giovanni Battista Nicola Raffaele Pietro Saverio Francesco di Paola Venanzio Felice (Dresda, 18 maggio 1797 - Brennbüchel, 9 agosto 1854), re di Sassonia (1836).
4. Clemente Maria Giuseppe Nepomuceno Aloisio Vincenzo Saverio Francesco di Paola Francesco di Valois Gioacchino Benno Filippo Giacobbe (Dresda, 1 maggio 1798 - Pisa, 4 gennaio 1822), noto come Clemente.
5. Maria Anna Carolina Giuseppa Vincenza Saveria Nepomucena Francesca di Paola Francesca di Chantal Giovanna Antonia Elisabetta Cunegonda Gertrude Leopoldina (Dresden, 15 novembre 1799 - Pisa, 24 March 1832), nota come  Anna; sposò il 16 novembre 1817 Leopoldo II, granduca di Toscana.
6. Giovanni I Nepomuceno Maria Giuseppe Antonio Saverio Vincenzo Aloisio Francesco di Paola Stanislao Bernardo Paolo Felice Damaso (Dresda, 12 dicembre 1801 - Pillnitz, 29 ottobre 1873), re di Sassonia (1854).
7. Maria Carlotta Amalia Federica Augusta Carolina Giuseppa Saveria Francesca di Paola Francesca di Chantal Gertrude Massimiliana (Dresda, 8 maggio 1802 - Dresda, 20 aprile 1804), nota come Carlotta; morì nell'infanzia dopo aver contratto il vaiolo.
8. Maria Giuseppa Amalia Beatrice Saveria Vincenza Aloisia Francesca di Paola Francesca di Chantal Anna Apollonia Giovanna Nepomucena Valburga Teresa Ambrosia (Dresda, 7 dicembre 1803 - Aranjuez, 18 maggio 1829), nota come  Giuseppa; sposò il 20 ottobre 1819 il re Ferdinando VII di Spagna.

## Ascendenza
|                                     |                    |                                               | Genitori                              |  |  | Nonni |  |  | Bisnonni            |  |  | Trisnonni              |  |
|                                     |                    |                                               |                                       |  |  |       |  |  | Filippo V di Spagna |  |  | Luigi, il Gran Delfino |  |
|                                     |                    |                                               |                                       |  |  |       |  |  | Filippo V di Spagna |  |  | Luigi, il Gran Delfino |  |
|                                     |                    | Maria Anna Vittoria di Baviera                |                                       |  |  |       |  |  | Filippo V di Spagna |  |  |                        |  |
| Filippo I di Parma                  |                    |                                               |                                       |  |  |       |  |  | Filippo V di Spagna |  |  |                        |  |
|                                     |                    | Elisabetta Farnese                            | Odoardo II Farnese                    |  |  |       |  |  |                     |  |  |                        |  |
|                                     |                    | Elisabetta Farnese                            | Odoardo II Farnese                    |  |  |       |  |  |                     |  |  |                        |  |
|                                     |                    | Elisabetta Farnese                            | Dorotea Sofia di Neuburg              |  |  |       |  |  |                     |  |  |                        |  |
| Ferdinando I di Parma               |                    | Elisabetta Farnese                            |                                       |  |  |       |  |  |                     |  |  |                        |  |
|                                     |                    | Luigi XV di Francia                           | Luigi di Borbone-Francia              |  |  |       |  |  |                     |  |  |                        |  |
|                                     |                    | Luigi XV di Francia                           | Luigi di Borbone-Francia              |  |  |       |  |  |                     |  |  |                        |  |
|                                     |                    | Luigi XV di Francia                           | Maria Adelaide di Savoia              |  |  |       |  |  |                     |  |  |                        |  |
| Luisa Elisabetta di Borbone-Francia |                    | Luigi XV di Francia                           |                                       |  |  |       |  |  |                     |  |  |                        |  |
|                                     |                    | Maria Leszczyńska                             | Stanislao Leszczyński                 |  |  |       |  |  |                     |  |  |                        |  |
|                                     |                    | Maria Leszczyńska                             | Stanislao Leszczyński                 |  |  |       |  |  |                     |  |  |                        |  |
|                                     |                    | Maria Leszczyńska                             | Caterina Opalińska                    |  |  |       |  |  |                     |  |  |                        |  |
| Carolina di Borbone-Parma           |                    | Maria Leszczyńska                             |                                       |  |  |       |  |  |                     |  |  |                        |  |
|                                     | Leopoldo di Lorena | Carlo V di Lorena                             |                                       |  |  |       |  |  |                     |  |  |                        |  |
|                                     | Leopoldo di Lorena | Carlo V di Lorena                             |                                       |  |  |       |  |  |                     |  |  |                        |  |
|                                     | Leopoldo di Lorena | Eleonora Maria Giuseppina d'Austria           |                                       |  |  |       |  |  |                     |  |  |                        |  |
| Francesco I di Lorena               | Leopoldo di Lorena |                                               |                                       |  |  |       |  |  |                     |  |  |                        |  |
|                                     |                    | Elisabetta Carlotta di Borbone-Orléans        | Filippo I di Borbone-Orléans          |  |  |       |  |  |                     |  |  |                        |  |
|                                     |                    | Elisabetta Carlotta di Borbone-Orléans        | Filippo I di Borbone-Orléans          |  |  |       |  |  |                     |  |  |                        |  |
|                                     |                    | Elisabetta Carlotta di Borbone-Orléans        | Elisabetta Carlotta del Palatinato    |  |  |       |  |  |                     |  |  |                        |  |
| Maria Amalia d'Asburgo-Lorena       |                    | Elisabetta Carlotta di Borbone-Orléans        |                                       |  |  |       |  |  |                     |  |  |                        |  |
|                                     |                    | Carlo VI d'Asburgo                            | Leopoldo I d'Asburgo                  |  |  |       |  |  |                     |  |  |                        |  |
|                                     |                    | Carlo VI d'Asburgo                            | Leopoldo I d'Asburgo                  |  |  |       |  |  |                     |  |  |                        |  |
|                                     |                    | Carlo VI d'Asburgo                            | Eleonora del Palatinato-Neuburg       |  |  |       |  |  |                     |  |  |                        |  |
| Maria Teresa d'Austria              |                    | Carlo VI d'Asburgo                            |                                       |  |  |       |  |  |                     |  |  |                        |  |
|                                     |                    | Elisabetta Cristina di Brunswick-Wolfenbüttel | Luigi Rodolfo di Brunswick-Lüneburg   |  |  |       |  |  |                     |  |  |                        |  |
|                                     |                    | Elisabetta Cristina di Brunswick-Wolfenbüttel | Luigi Rodolfo di Brunswick-Lüneburg   |  |  |       |  |  |                     |  |  |                        |  |
|                                     |                    | Elisabetta Cristina di Brunswick-Wolfenbüttel | Cristina Luisa di Oettingen-Oettingen |  |  |       |  |  |                     |  |  |                        |  |
|                                     |                    | Elisabetta Cristina di Brunswick-Wolfenbüttel |                                       |  |  |       |  |  |                     |  |  |                        |  |

## Titoli e trattamento
- 22 novembre 1770 - 22 aprile 1792 Sua Altezza Reale la principessa Carolina Maria, Principessa di Parma, Piacenza e Guastalla, Infanta di Spagna.
- 22 aprile 1792 - 1º marzo 1804 Sua Altezza Reale la principessa Carolina Maria, Principessa Ereditaria di Sassonia.